# Лу Цзююань
Лу Цзююань (陸九淵, 26 березня 1139 — 10 січня 1193) — китайський філософ часів династії Сун, засновник одного з двох головних напрямків у неоконфуціанстві — «школи Лу — Ван» (Лу-Ван сюепай 陸王學派 — див. zh:心學).

## Життєпис
Народився 26 березня 1139 року у м. Цзіньси, у сучасній провінції Цзянсі. Походив з освіченою і знатної родини, де був молодшим, 6-м сином і в 2 роки втратив мати. Рано виявив видатні розумові здібності, у 1162 році отримав початковий вчений ступінь сюцай, а у 1172 році — вищий — цзіньши. Був помічений великим вченим і чиновником Люй Цзуцянем, який у 1175 році влаштував йому зустріч з Чжу Сі, що поклала початок тривалої теоретичної дискусії, зокрема про сенс Великої межі (тай цзі 太極).
З 1174 року перебував на державній службі, спочатку як помічник, згодом з 1189 року — голова округу. У 1182—1186 роках викладав у столичному найвищому навчальному закладі, потім у себе на батьківщині в «навчальної обителі» поблизу гори Сяншань (звідси прізвисько вченого), де публічними лекціями привертав велику аудиторію, яка доходили до декількох тисяч слухачів. Помер 10 січня 1193 року у м. Цзінмень, сучасна провінція Хубей. У 1217 році, посмертно, удостоївся почесного імені Вень-ань (Культурне Заспокоєння). У 1530 році був офіційно включений в число найбільш видатних конфуціанців.

## Філософія
Лу Цзююань був другом і одночасно основним опонентом Чжу Сі. Філософсько—літературна спадщина Лу Цзююаня невелика, він не створив сістематічного вчення. Малопопулярний за життя, уславився завдяки тому, що через чотири століття його ідеї знайшли продовження в доктрині Ван Янміна, яка домінувала в духовному житті інтелектуальної еліти Китаю у XVI—XVII ст. Примітно, однак, що офіційне визнання Лу Цзю-юаня відбулося в період, коли на школу Ван Ян-міна через палацові інтриги була накладена заборона.
Усі міркування Лу Цзююаня пронизані загальною думкою про таку ізоморфну єдность суб'єкта та об'єкта, в якому кожен з них є повним аналогом іншого: «Всесвіт — це моє серце, моє серце — це всесвіт». Оскільки «серце», тобто психіка, будь-якої людини, за Лу Цзю-юанєм, містить у собі всі «принципи» світобудови, всяке пізнання може і повинно бути інтроспективним, а моральність — автономною. Думка про абсолютну самодостатність кожної особистості зумовлювало і зневага Лу Цзю-юаня доктринальною вченістю.

## Родина
Одружився у 1167 році, мав 2 синів і 1 доньку.